# Lisseurytomella
Lisseurytomella is een geslacht van vliesvleugeligen uit de familie Eulophidae. De wetenschappelijke naam van dit geslacht is voor het eerst geldig gepubliceerd in 1923 door Gahan & Fagan.

## Soorten
Het geslacht Lisseurytomella is monotypisch en omvat slechts de volgende soort:
- Lisseurytomella flava (Ashmead, 1900)